# Syd Cassyd
Syd Cassyd (ur. 28 grudnia 1908, zm. 4 lutego 2000) – amerykański założyciel organizacji Academy of Television Arts & Sciences.

## Wyróżnienia
Posiada swoją gwiazdę na Hollywoodzkiej Alei Gwiazd.